# Старая Мельница (Архангельская область)
Старая Мельница — деревня в Холмогорском районе Архангельской области России. В рамках организации местного самоуправления входит в муниципальное образование Холмогорский муниципальный округ (с 2004 до 2022 гг. — муниципальный район). 

## География
Деревня находится в центральной части Архангельской области, в подзоне северной тайги, на территории Сийского заказника у реки Сия, к югу от автодороги Холмогоры.

### Климат
Климат характеризуется как умеренно континентальный, влажный. Среднегодовая температура воздуха — +0,1…+0,2 °C. Средняя температура воздуха самого холодного месяца (января) — −15…−14 °C (абсолютный минимум — −53 °C), средняя температура самого тёплого (июля) — +15…+16 °С (абсолютный максимум — +36 °C). Годовое количество атмосферных осадков — 570—630 мм, из которых большая часть выпадает в период с апреля по октябрь. Снежный покров держится в течение 180 дней. Среднегодовая скорость ветра составляет 3 — 4 м/с.

## История
До 2022 года входила в состав ныне упразднённых сельского поселения МО «Емецкое» Холмогорского муниципального района.

## Население
| 2002 | 2010 | 2012 |
| ---- | ---- | ---- |
| 9    | ↘6   | ↗8   |

## Инфраструктура
Рядом расположен Антониево-Сийский монастырь.

## Транспорт
Деревня доступна автотранспортом. 